# Éva Risztov
Éva Risztov (30 d'agost de 1985 a Hódmezővásárhely, Hongria) és una nedadora hongaresa.
Va guanyar quatre medalles de plata al Campionat Europeu de Natació de 2002 i tres medalles de plata al Campionat Mundial de Natació 2003. Va guanyar una medalla de plata més al Campionat Europeu de Natació de 2004 i va competir als Jocs Olímpics de 2004, on va arribar quarta en els 400 m combinat individual. Al Campionat Europeu de Natació en Piscina Curta va guanyar sis medalles d'or, una medalla de plata i una de bronze entre 2002 i 2004.
Es va retirar el 2005, però va anunciar el seu retorn en 2009, com una nedadora d'aigües obertes i ella va competir als Campionats Europeus de Natació 2010 en els 10 quilòmetres femení d'on va arribar a setena.
Als Jocs Olímpics de Londres 2012 va competir en els 400 metres estilo lliure (16a), 800 metres lliures (13 º), 4 × 100 metres estilo lliure de relleu (15 º) i la marató de 10 quilòmetres, en la qual va guanyar la medalla d'or, després d'haver dominat la carrera des del principi.

## Altres interessos
S'interessa en els diferents esports i activitats físiques. Ella va tractar motocròs, esquí, ioga i jetski.
És amant dels gossos abandonats i els recolza recollint-los i s'encarrega de la seva cura regularment.